# Österreichische Alpine Skimeisterschaften 1973
Die Österreichischen Alpinen Skimeisterschaften 1973 fanden vom 21. bis zum 24. Februar in Lienz statt. Die Damenabfahrt wurde abgesagt, es gab keine Kombinationswertungen.

## Herren

### Abfahrt
| Platz | Name              | Zeit        |
| ----- | ----------------- | ----------- |
| 01    | Josef Walcher     | 1:38,00 min |
| 02    | Werner Grissmann  | 1:38,99 min |
| 03    | Peter Feyrsinger  | 1:39,33 min |
| 04    | David Zwilling    | 1:39,80 min |
| 05    | Anton Dorner      | 1:40,12 min |
| 06    | Franz Klammer     | 1:40,23 min |
| 07    | Josef Loidl       | 1:40,42 min |
| 08    | Rainulf Lemberger | 1:40,48 min |
| 09    | Werner Margreiter | 1:40,73 min |
| 10    | Klaus Eberhard    | 1:40,80 min |

Datum: 24. Februar 1973

Ort: Lienz

Piste: H-2000, Hochstein

Streckenlänge: 2950 m

### Riesenslalom
| Platz | Name               | Zeit        |
| ----- | ------------------ | ----------- |
| 01    | Hans Hinterseer    | 2:48,32 min |
| 02    | Reinhard Tritscher | 2:48,55 min |
| 03    | Werner Bleiner     | 2:49,37 min |
| 04    | Hubert Berchtold   | 2:49,46 min |
| 05    | Johann Kniewasser  | 2:49,68 min |
| 06    | Thomas Hauser      | 2:50,29 min |
| 07    | Josef Loidl        | 2:50,85 min |
| 08    | Franz Klammer      | 2:51,15 min |
| 09    | Josef Pechtl       | 2:51,65 min |
| 10    | Uli Spieß          | 2:53,16 min |

Datum: 21./22. Februar 1973

Ort: Lienz

### Slalom
| Platz | Name               | Zeit        |
| ----- | ------------------ | ----------- |
| 01    | Alfred Matt        | 1:13,17 min |
| 02    | Thomas Hauser      | 1:13,18 min |
| 03    | Hans Hinterseer    | 1:13,33 min |
| 04    | Leopold Gruber     | 1:13,48 min |
| 05    | Johann Kniewasser  | 1:13,61 min |
| 06    | Reinhard Tritscher | 1:13,70 min |
| 07    | David Zwilling     | 1:13,75 min |
| 08    | Othmar Kirchmair   | 1:13,80 min |
| 09    | Robert Schuchter   | 1:13,84 min |
| 10    | Shiba (JPN)        | 1:14,31 min |

Datum: 23. Februar 1973

Ort: Lienz

## Damen

### Abfahrt
Nicht ausgetragen.

### Riesenslalom
| Platz | Name               | Zeit        |
| ----- | ------------------ | ----------- |
| 01    | Annemarie Pröll    | 1:20,87 min |
| 02    | Ingrid Gfölner     | 1:22,29 min |
| 03    | Wiltrud Drexel     | 1:23,04 min |
| 04    | Brigitte Schroll   | 1:23,10 min |
| 05    | Monika Kaserer     | 1:23,44 min |
| 06    | Ingrid Eberle      | 1:24,11 min |
| 07    | Brigitte Totschnig | 1:24,16 min |
| 08    | Irmgard Lukasser   | 1:24,40 min |
| 09    | Bernadette Rauter  | 1:24,99 min |
| 10    | Nicola Spieß       | 1:25,21 min |

Datum: 21. Februar 1973

Ort: Lienz

### Slalom
| Platz | Name                  | Zeit        |
| ----- | --------------------- | ----------- |
| 01    | Monika Kaserer        | 1:10,24 min |
| 02    | Ingrid Gfölner        | 1:10,81 min |
| 03    | Marianne Ranner       | 1:11,04 min |
| 04    | Bernadette Rauter     | 1:11,26 min |
| 05    | Brigitte Schroll      | 1:11,29 min |
| 06    | Elena Matous (SMR)    | 1:11,36 min |
| 07    | Ingrid Eberle         | 1:11,73 min |
| 08    | Anneliese Leibetseder | 1:11,81 min |
| 09    | Brigitte Totschnig    | 1:12,25 min |
| 10    | Helene Graswander     | 1:12,27 min |

Datum: 22. Februar 1973

Ort: Lienz